# Svenska mästerskapen i kortbanesimning 1953
Svenska mästerskapen i kortbanesimning 1953 avgjordes i Forsgrénska badet, Stockholm 1953. Det var den första upplagan av kortbane-SM.

## Medaljsummering

### Herrar
| Gren            | Guld                  | Guld               |
| 50 m frisim     | Göran Larsson 25,5    | Stockholms KK      |
| 100 m fjärilsim | Bo Larsson 1.09,5     | SK Neptun          |
| 200 m ryggsim   | Hans Andersson 2.34,3 | Tunafors SK        |
| 4x100 m frisim  | SK Poseidon 4.00,5    | SK Poseidon 4.00,5 |

### Damer
| Gren            | Guld                       | Guld             |
| 50 m frisim     | Monica Peters 31,5         | Limhamns SS      |
| 100 m fjärilsim | Ulla-Britt Eklund 1.23,8   | SK Neptun        |
| 200 m ryggsim   | Margareta Westesson 2.48,7 | SK Poseidon      |
| 4x50 m frisim   | SK Neptun 2.09,4           | SK Neptun 2.09,4 |